# 奧利亞拉亞區
奧利亞拉亞區（西班牙語：Distrito de Ollaraya），是秘魯的一個區，位於該國東南部普諾大區的永古約省，始建於1984年12月7日，面積23.67平方公里，海拔高度3,881米，2007年人口3,935，人口密度每平方公里170人。